# Mario Kummer
Mario Kummer (Suhl, 6 maggio 1962) è un ex ciclista su strada e dirigente sportivo tedesco. Tra i dilettanti, in rappresentanza della Germania Est, fu medaglia d'oro nella cronometro a squadre ai Giochi olimpici di Seul 1988 e due volte campione del mondo nella medesima specialità, nel 1981 e nel 1989; fu poi professionista dal 1990 al 1997 e, dopo il ritiro dalle corse, direttore sportivo per formazioni Elite.

## Palmarès
- 1981 (SC Turbine Erfurt, dilettanti)

Rund um die Hainleite
- 1982 (SC Turbine Erfurt, dilettanti)

2ª tappa DDR-Rundfahrt (Stadtilm > Stadtilm) (con la Nazionale DDR II)
5ª tappa DDR-Rundfahrt (Erfurt > Erfurt, cronometro) (con la Nazionale DDR II)
6ª tappa DDR-Rundfahrt (Gierstädt > Gierstädt) (con la Nazionale DDR II)
- 1983 (SC Turbine Erfurt, dilettanti)

1ª tappa GP de Ciclismo de Torres Vedras
6ª tappa GP de Ciclismo de Torres Vedras
8ª tappa Okolo Slovenska (cronometro)
- 1984 (SC Turbine Erfurt, dilettanti)

Classifica generale Tour de Normandie
1ª tappa Tour du Hainaut Occidental (Pecq > Hollain)
Classifica generale Tour du Hainaut Occidental
- 1985 (SC Turbine Erfurt, dilettanti)

5ª tappa DDR-Rundfahrt (Dessau > Dessau) (con la Nazionale DDR II)
2ª tappa Tour du Hainaut Occidental (Amougies > Hollain)
- 1986 (SC Turbine Erfurt, dilettanti)

Rund um die Hainleite
3ª tappa DDR-Rundfahrt (Erfurt > Erfurt) (con la Nazionale DDR I)
- 1987 (SC Turbine Erfurt, dilettanti)

Classifica generale Rheinland-Pfalz-Rundfahrt
5ª tappa Tour du Hainaut Occidental (Bailleul > Geel)
Classifica generale Tour du Hainaut Occidental
- 1989 (SC Turbine Erfurt, dilettanti)

Grote Prijs Waregem
- 1991 (Gatorade-Chateau d'Ax, due vittorie)

3ª tappa Giro di Puglia (San Paolo di Bari > Crispiano)
- 1996 (Team Telekom, una vittoria)

Rund um die Hainleite

### Altri successi
- 1981 (SC Turbine Erfurt, dilettanti)

Campionati del mondo, Cronosquadre (con Falk Boden, Bernd Drogan e Olaf Ludwig) (con la Nazionale DDR)
- 1982 (SC Turbine Erfurt, dilettanti)

4ª tappa Étoile du Sud (Silly > Silly, cronosquadre)
2ª tappa Tour de l'Avenir (Bourg-en-Bresse > Châtillon-sur-Chalaronne, cronosquadre) (con la Nazionale DDR)
- 1983 (SC Turbine Erfurt, dilettanti)

4ª tappa Tour de l'Avenir (Saumur > Châtellerault, cronosquadre) (con la Nazionale DDR)
- 1984 (SC Turbine Erfurt, dilettanti)

Classifica sprint Tour de Normandie
Giochi dell'Amicizia, Cronosquadre (con Uwe Ampler, Falk Boden e Bernd Drogan) (con la Nazionale DDR)
- 1986 (SC Turbine Erfurt, dilettanti)

1ª tappa DDR-Rundfahrt (Erfurt > Dachwig, cronosquadre) (con la Nazionale DDR I)
- 1988 (SC Turbine Erfurt, dilettanti)

Giochi olimpici, Cronosquadre (con Uwe Ampler, Maik Landsmann e Jan Schur) (con la Nazionale DDR)
- 1989 (SC Turbine Erfurt, dilettanti)

Campionati del mondo, Cronosquadre (con Falk Boden, Maik Landsmann e Jan Schur) (con la Nazionale DDR)
- 1991 (Gatorade-Chateau d'Ax)

Coca-Cola Trophy Karlsruhe
- 1997 (Team Telekom)

Criterium di Bad Segeberg

## Piazzamenti

### Grandi Giri
- Giro d'Italia

1991: 77º
1993: 67º
1994: ritirato (20ª tappa)
1995: 105º
- Tour de France

1990: 88º
1992: 78º
1993: 111º
1994: 97º
1996: non partito (2ª tappa)
- Vuelta a España

1990: 92º
1991: 103º
1995: 107º
1996: 84º

### Classiche monumento
- Milano-Sanremo

1991: 62º
1993: 131º
1994: 126º
- Parigi-Roubaix

1990: 88º
1991: 84º
1997: 70º
- Liegi-Bastogne-Liegi

1992: 62º
1993: 88º
- Giro di Lombardia

1990: 78º
1991: 72º
1992: 46º
1993: 64º

### Competizioni mondiali
- Campionati del mondo[1]

Città del Messico 1980 - In linea Juniores: 9º
Praga 1981 - Cronosquadre: vincitore
Goodwood 1982 - Cronosquadre: 4º
Giavera del Montello 1985 - Cronosquadre: 4º
Colorado Springs 1986 - Cronosquadre: 3º
Colorado Springs 1986 - In linea Dilettanti: 30º
Villaco 1987 - Cronosquadre: 6º
Villaco 1987 - In linea Dilettanti: 5º
Chambéry 1989 - Cronosquadre: vincitore
Utsunomiya 1990 - In linea Professionisti: 25º
Stoccarda 1991 - In linea Professionisti: 49º
Benidorm 1992 - In linea Professionisti: ritirato
Oslo 1993 - In linea Professionisti: 54º
Agrigento 1994 - In linea Elite: ritirato
Lugano 1996 - In linea Elite: ritirato
San Sebastián 1997 - In linea Elite: 73º
- Giochi olimpici[2]

Seul 1988 - Cronosquadre: vincitore